# Canton d'Aubergenville
Le canton d'Aubergenville est une circonscription électorale française, située dans le département des Yvelines en région Île-de-France.
À la suite du redécoupage cantonal de 2014, les limites territoriales du canton sont remaniées et le nombre de ses communes passe de 11 à 40.

## Historique
Le canton d'Aubergenville est né en 1967 de la partition en deux de l'ancien canton de Meulan. La commune de Chapet d'abord rattachée au canton d'Aubergenville nouvellement créé, a ensuite rejoint le nouveau canton de Meulan.

## Le canton depuis 2015

### Représentation
| Période élective | Période élective | Mandat    | Mandat   | Identité                 | Nuance | Nuance | Qualité |
| ---------------- | ---------------- | --------- | -------- | ------------------------ | ------ | ------ | --- |
| 2015             | 2021             | 2015      | 2021     | Laurent Richard          |        | LR     | Consultant en fusion-acquisition d'entreprises Maire de Maule Président de la Communauté de communes Président de la Commission des finances, des affaires européennes et générales |
| 2015             | 2021             | 2015      | 2021     | Pauline Winocour Lefèvre |        | LR     | Collaboratrice d'élus Conseillère municipale de Montfort-l'Amaury 12e Vice-présidente déléguée aux ruralités                                                                        |
| 2021             | 2028             | 2021      | 2024     | Laurent Richard          |        | LR     | Conseiller sortant, 9e Vice-président délégué à la Santé Décédé en fonction |
| 2021             | 2028             | 2021      | en cours | Pauline Winocour Lefèvre |        | LR     | Conseillère sortante, 10e Vice-présidente déléguée à la Ruralité, l’Agriculture, l’Alimentation et les Circuits courts                                                              |
| 2021             | 2028             | juin 2024 | en cours | Raphaël Nivoit           |        | DVD    | Journaliste, maire de Gambais |

### Résultats détaillés

#### Élections de mars 2015
À l'issue du 1er tour des élections départementales de 2015, deux binômes sont en ballottage : Laurent Richard et Pauline Winocour Lefevre (Union de la Droite, 43,89 %) et Elodie Babin et Aleksandar Nikolic (FN, 23,49 %). Le taux de participation est de 48,53 % (23 603 votants sur 48 632 inscrits) contre 45,34 % au niveau départemental et 50,17 % au niveau national.
Au second tour, Laurent Richard et Pauline Winocour Lefevre (Union de la Droite) sont élus avec 74,71 % des suffrages exprimés et un taux de participation de 48,26 % (15 770 voix pour 23 474 votants et 48 639 inscrits).

#### Élections de juin 2021
Le premier tour des élections départementales de 2021 est marqué par un très faible taux de participation (33,26 % au niveau national). Dans le canton d'Aubergenville, ce taux de participation est de 36 % (18 168 votants sur 50 466 inscrits) contre 33,61 % au niveau départemental. À l'issue de ce premier tour, deux binômes sont en ballottage : Laurent Richard et Pauline Winocour Lefevre (DVD, 50,99 %) et Léa Denise Delcroix-Bidart et Rachid Zerouali (binôme écologiste, 28,48 %).
Le second tour des élections est marqué une nouvelle fois par une abstention massive équivalente au premier tour. Les taux de participation sont de 34,36 % au niveau national, 35,23 % dans le département et 36,53 % dans le canton d'Aubergenville. Laurent Richard et Pauline Winocour Lefevre (DVD) sont élus avec 68,6 % des suffrages exprimés (11 920 voix pour 18 438 votants et 50 480 inscrits),,. 

### Composition
Le canton d'Aubergenville comprend désormais 40 communes.
| Nom                                   | Code Insee | Intercommunalité             | Superficie (km2) | Population (dernière pop. légale) | Densité (hab./km2) | Modifier                                    |
| ------------------------------------- | ---------- | ---------------------------- | ---------------- | --------------------------------- | ------------------ | ------------------------------------------- |
| Aubergenville (bureau centralisateur) | 78029      | CU Grand Paris Seine et Oise | 8,83             | 12 540 (2022)                     | 1 420              | modifier les données · modifier les données |
| Andelu                                | 78013      | CC Gally Mauldre             | 3,96             | 527 (2022)                        | 133                | modifier les données · modifier les données |
| Aulnay-sur-Mauldre                    | 78033      | CU Grand Paris Seine et Oise | 2,23             | 1 159 (2022)                      | 520                | modifier les données · modifier les données |
| Auteuil                               | 78034      | CC Cœur d'Yvelines           | 4,40             | 1 005 (2022)                      | 228                | modifier les données · modifier les données |
| Autouillet                            | 78036      | CC Cœur d'Yvelines           | 4,93             | 655 (2022)                        | 133                | modifier les données · modifier les données |
| Bazemont                              | 78049      | CC Gally Mauldre             | 6,59             | 1 712 (2022)                      | 260                | modifier les données · modifier les données |
| Bazoches-sur-Guyonne                  | 78050      | CC Cœur d'Yvelines           | 5,66             | 697 (2022)                        | 123                | modifier les données · modifier les données |
| Béhoust                               | 78053      | CC Cœur d'Yvelines           | 5,34             | 523 (2022)                        | 98                 | modifier les données · modifier les données |
| Boissy-sans-Avoir                     | 78084      | CC Cœur d'Yvelines           | 3,96             | 614 (2022)                        | 155                | modifier les données · modifier les données |
| Bouafle                               | 78090      | CU Grand Paris Seine et Oise | 6,92             | 2 222 (2022)                      | 321                | modifier les données · modifier les données |
| Flexanville                           | 78236      | CC Cœur d'Yvelines           | 8,89             | 572 (2022)                        | 64                 | modifier les données · modifier les données |
| Flins-sur-Seine                       | 78238      | CU Grand Paris Seine et Oise | 8,61             | 2 436 (2022)                      | 283                | modifier les données · modifier les données |
| Galluis                               | 78262      | CC Cœur d'Yvelines           | 4,53             | 1 281 (2022)                      | 283                | modifier les données · modifier les données |
| Gambais                               | 78263      | CC Cœur d'Yvelines           | 23,02            | 2 513 (2022)                      | 109                | modifier les données · modifier les données |
| Garancières                           | 78265      | CC Cœur d'Yvelines           | 10,69            | 2 577 (2022)                      | 241                | modifier les données · modifier les données |
| Goupillières                          | 78278      | CC Cœur d'Yvelines           | 5,63             | 568 (2022)                        | 101                | modifier les données · modifier les données |
| Grosrouvre                            | 78289      | CC Cœur d'Yvelines           | 12,43            | 901 (2022)                        | 72                 | modifier les données · modifier les données |
| Herbeville                            | 78305      | CC Gally Mauldre             | 6,40             | 232 (2022)                        | 36                 | modifier les données · modifier les données |
| Jouars-Pontchartrain                  | 78321      | CC Cœur d'Yvelines           | 9,65             | 5 965 (2022)                      | 618                | modifier les données · modifier les données |
| Marcq                                 | 78364      | CC Cœur d'Yvelines           | 4,72             | 790 (2022)                        | 167                | modifier les données · modifier les données |
| Mareil-le-Guyon                       | 78366      | CC Cœur d'Yvelines           | 4,00             | 413 (2022)                        | 103                | modifier les données · modifier les données |
| Mareil-sur-Mauldre                    | 78368      | CC Gally Mauldre             | 4,33             | 1 743 (2022)                      | 403                | modifier les données · modifier les données |
| Maule                                 | 78380      | CC Gally Mauldre             | 17,30            | 6 100 (2022)                      | 353                | modifier les données · modifier les données |
| Méré                                  | 78389      | CC Cœur d'Yvelines           | 10,31            | 1 695 (2022)                      | 164                | modifier les données · modifier les données |
| Les Mesnuls                           | 78398      | CC Cœur d'Yvelines           | 6,49             | 893 (2022)                        | 138                | modifier les données · modifier les données |
| Millemont                             | 78404      | CC Cœur d'Yvelines           | 5,78             | 278 (2022)                        | 48                 | modifier les données · modifier les données |
| Montainville                          | 78415      | CC Gally Mauldre             | 4,79             | 560 (2022)                        | 117                | modifier les données · modifier les données |
| Montfort-l'Amaury                     | 78420      | CC Cœur d'Yvelines           | 5,71             | 2 790 (2022)                      | 489                | modifier les données · modifier les données |
| Neauphle-le-Château                   | 78442      | CC Cœur d'Yvelines           | 2,15             | 3 295 (2022)                      | 1 533              | modifier les données · modifier les données |
| Neauphle-le-Vieux                     | 78443      | CC Cœur d'Yvelines           | 7,52             | 924 (2022)                        | 123                | modifier les données · modifier les données |
| Nézel                                 | 78451      | CU Grand Paris Seine et Oise | 1,31             | 1 111 (2022)                      | 848                | modifier les données · modifier les données |
| La Queue-les-Yvelines                 | 78513      | CC Cœur d'Yvelines           | 5,77             | 2 505 (2022)                      | 434                | modifier les données · modifier les données |
| Saint-Germain-de-la-Grange            | 78550      | CC Cœur d'Yvelines           | 5,23             | 1 842 (2022)                      | 352                | modifier les données · modifier les données |
| Saint-Rémy-l'Honoré                   | 78576      | CC Cœur d'Yvelines           | 10,15            | 1 689 (2022)                      | 166                | modifier les données · modifier les données |
| Saulx-Marchais                        | 78588      | CC Cœur d'Yvelines           | 2,13             | 956 (2022)                        | 449                | modifier les données · modifier les données |
| Thoiry                                | 78616      | CC Cœur d'Yvelines           | 7,09             | 1 432 (2022)                      | 202                | modifier les données · modifier les données |
| Le Tremblay-sur-Mauldre               | 78623      | CC Cœur d'Yvelines           | 6,03             | 956 (2022)                        | 159                | modifier les données · modifier les données |
| Vicq                                  | 78653      | CC Cœur d'Yvelines           | 4,43             | 391 (2022)                        | 88                 | modifier les données · modifier les données |
| Villiers-le-Mahieu                    | 78681      | CC Cœur d'Yvelines           | 6,77             | 872 (2022)                        | 129                | modifier les données · modifier les données |
| Villiers-Saint-Frédéric               | 78683      | CC Cœur d'Yvelines           | 5,06             | 3 231 (2022)                      | 639                | modifier les données · modifier les données |
| Canton d'Aubergenville                | 7801       |                              | 269,74           | 73 165 (2022)                     | 271                | modifier les données                        |

### Démographie
En 2022, le canton comptait 73 165 habitants, en évolution de +5,45 % par rapport à 2016 (Yvelines : +2,72 %, France hors Mayotte : +2,11 %).
| 2013   | 2018   | 2022   |
| ------ | ------ | ------ |
| 67 863 | 70 436 | 73 165 |

## Le canton avant 2015

### Géographie
Le canton d'Aubergenville, d'une superficie de 79 km2 environ, comprend deux parties sensiblement égales, l'une dans la plaine alluviale de la vallée de la Seine, relativement industrialisée et l'autre, qui est restée très rurale, dans la basse vallée de la Mauldre et les coteaux environnants.
Il est traversé par des axes de communications importants : Seine canalisée, autoroute A13 (échangeur de Flins), CD 113 (ex-nationale 13), CD 191 (jonction A13-N12), voies ferrées Paris-Montparnasse-Mantes et Paris-Saint-Lazare -  Rouen.  Quatre gares desservent le canton : Aubergenville-Élisabethville, Maule, Nézel-Aulnay et Mareil-sur-Mauldre (ces deux dernières étant de simples haltes sans personnel sédentaire).

### Représentation: Conseillers généraux de 1967 à 2015
| Période | Période | Identité        | Étiquette     | Qualité                                                            |
| ------- | ------- | --------------- | ------------- | ------------------------------------------------------------------ |
| 1967    | 1973    | Brigitte Gros   | CIR puis Rad. | Journaliste Maire de Meulan (1966-1985) Sénatrice (1973-1985)      |
| 1973    | 1992    | Nelly Rodi      | DVD puis RPR  | Sage-femme Sénatrice (1986-1995) Maire d'Aubergenville (1971-1989) |
| 1992    | 2004    | Daniel Demaison | UDF-DL        | Avocat Maire de Maule (1965-2008)                                  |
| 2004    | 2015    | Serge Thibaut   | UMP           | Chef d'entreprise Maire de Flins-sur-Seine (1990-2008)             |

### Composition
Le canton d'Aubergenville comprenait 11 communes.
| Nom                       | Code Insee | Codepostal | Superficie (km2) | Population (dernière pop. légale) | Densité (hab./km2) |
| ------------------------- | ---------- | ---------- | ---------------- | --------------------------------- | ------------------ |
| Aubergenville (chef-lieu) | 78029      | 78410      | 8,83             | 11 622 (2012)                     | 1 316              |
| Aulnay-sur-Mauldre        | 78033      | 78126      | 2,23             | 1 155 (2012)                      | 518                |
| Bazemont                  | 78049      | 78580      | 6,59             | 1 506 (2012)                      | 229                |
| Bouafle                   | 78090      | 78410      | 6,92             | 2 092 (2012)                      | 302                |
| Ecquevilly                | 78206      | 78920      | 11,27            | 3 987 (2012)                      | 354                |
| Flins-sur-Seine           | 78238      | 78410      | 8,61             | 2 353 (2012)                      | 273                |
| Herbeville                | 78305      | 78580      | 6,40             | 263 (2012)                        | 41                 |
| Mareil-sur-Mauldre        | 78368      | 78124      | 4,33             | 1 738 (2012)                      | 401                |
| Maule                     | 78380      | 78580      | 17,30            | 5 711 (2012)                      | 330                |
| Montainville              | 78415      | 78124      | 4,79             | 537 (2012)                        | 112                |
| Nézel                     | 78451      | 78410      | 1,31             | 1 097 (2012)                      | 837                |

### Économie
L'activité industrielle domine dans la vallée de la Seine (Aubergenville, Flins), le principal employeur étant de loin la régie Renault, une zone industrielle diversifiée (PME, entrepôts) s'est développée à Aubergenville le long de l'autoroute. 
Les petites et moyennes entreprises (petits commerces, menuiserie et artisanat) sont dominantes en ville.
Une importante zone commerciale s'est installée à la limite de Flins et d'Aubergenville à proximité d'un échangeur autoroutier, centrée autour d'un hypermarché Carrefour ainsi qu'un centre commercial nommé "Family Village".
L'agriculture, si elle occupe une part très importante du territoire, n'occupe plus, comme dans le reste des Yvelines, qu'une part marginale de la population active. Le maraîchage autrefois très développé dans la vallée de la Seine où il s'était substitué à la culture de la vigne, recule devant le développement de l'urbanisation et l'évolution vers la grande culture mécanisée. 
Au sud, la chocolaterie Colas de Maule est localement renommée, certains touristes américains et japonais se déplacent de Versailles pour déguster et emporter les friandises.
Les communes du canton ont aussi une fonction résidentielle marquée, de nombreux habitants allant chaque jour travailler dans l'est du département, dans les Hauts-de-Seine (La Défense) et à Paris, empruntant notamment les navettes ferroviaires vers Saint-Lazare (La gare Saint-Lazare est à 42 minutes de la gare d'Aubergenville-Élisabethville).

### Tourisme et culture
Le tourisme dans le canton, bien qu'il soit favorisé par la proximité de sites de Versailles, Saint-Germain-en-Laye, du zoo de Thoiry et de la Seine non loin, est une activité marginale. Les édifices religieux comme l'église Saint-Nicolas de Maule, l'église en béton d'Élisabethville, les châteaux d'Agnou à Maule, de Bazemont et de Flins ainsi que le musée Aubert de Maule sont les lieux les plus notables.
Aubergenville dispose depuis quelques années d'une salle de spectacle et de cinéma, « la Nacelle » où sont organisées diverses manifestations culturelles. Le canton jouit également de deux cinémas, le cinéma des Deux-Scènes à Maule,  le cinéma Paul Grimault à Aubergenville et d'une piscine à Aubergenville

### Démographie
| 1968   | 1975   | 1982   | 1990   | 1999   | 2006   | 2011   | 2012   |
| ------ | ------ | ------ | ------ | ------ | ------ | ------ | ------ |
| 19 517 | 24 855 | 28 011 | 31 312 | 32 116 | 33 089 | 32 354 | 32 061 |